# جين ميتكالف
جين ميتكالف (بالإنجليزية: Jane Metcalfe)‏ هي مهندسة أمريكية، ولدت في 15 أكتوبر 1961 في لويفيل في الولايات المتحدة.